# Emmanuel Dockès
 (janvier 2021).
Emmanuel Dockès, né le 1er mars 1966, est un professeur agrégé de droit français spécialiste de droit du travail.  
Il enseigne à l'université Paris-Nanterre après avoir enseigné à l'université Lyon 2 et à l'université de Bourgogne. Il est également cofondateur de l'université populaire de Lyon,.

## Parcours universitaire
Il est l'auteur d'une thèse intitulée L'application des règles de droit du travail dans le temps : contribution à l'étude du droit transitoire réalisée sous la direction du professeur Jean Pélissier et qui a été soutenue à Lyon en 1992.  
Docteur en droit, il est maître de conférences à l'Institut d'études du travail de Lyon (université Lyon-II) en 1993, puis professeur à l'université de Bourgogne en 1995. Il rejoint en 2005 l'université Lyon 2, au sein de laquelle il est directeur de l'Institut d'études du travail de Lyon.  
En 2008, il intègre l'université Paris-Nanterre. Il y est directeur de l'école doctorale de droit et science politique, jusqu'en 2015. 
En 2020, il retourne enseigner à l'institut d'études du travail de Lyon de l'université Lyon-II. 

## Pensée juridique
Il dirige en 2007 la publication de « Au cœur des combats juridiques : pensées et témoignages de juristes engagés » rassemblant enseignants-chercheurs, magistrats, syndicalistes et militants associatifs autour « de pensées, de récit, d’exemples, qui témoignent de la variété des chemins que peut emprunter celui ou celle qui entend user de l’outil juridique et de son savoir, au service d’une certaine éthique, d’une certaine conscience. ».
Dans ses publications, Emmanuel Dockès plaide en faveur d'une simplification et d'une meilleure accessibilité du droit, fustigeant l'hyperactivité législative (le « stroboscope législatif ») et, en droit du travail plus particulièrement, l'accumulation d’exceptions et de dérogations, entraînant une « perte de sens » et de nombreuses » régressions » pour les salariés[réf. nécessaire].
À ce titre, il critique la recodification du code du travail de 2008, qu'il qualifie de « décodification », puis le projet de refonte du code du travail de 2015-2016, qui aboutit à la Loi travail du 8 août 2016.
À l'automne 2015, il fonde, puis coordonne le Groupe de recherche pour un autre code du travail (GR-PACT). Ce groupe qui comprend vingt-deux universitaires dont principalement des spécialistes du droit du travail publie en mars 2017 une proposition de code du travail quatre fois plus courte que le code en vigueur.

## Pensée politique
Auteur de nombreuses réflexions sur le thème des relations de pouvoir dans l'entreprise et la sphère économique,,, ou sur la montée de la xénophobie, Emmanuel Dockès étend sa réflexion au-delà du domaine juridique dans Valeurs de la Démocratie (2005), ouvrage où il se propose de « placer les mots du droit en vis-à-vis des valeurs de la démocratie ». 
En 2017, il publie une utopie, Voyage en misarchie, qui précise et applique ces idées. Entre autres critiques, ce livre a été qualifié par Frédéric Taddeï de « livre le plus dingue de l'année » et de « l'un des plus ambitieux et originaux du début du XXIe siècle ».

## Roman
Il est l'auteur d'un roman, entre fantasy et science fiction : Le projet Myrddinn, éd. du Détour, 2021.

## Publications
Ouvrages
- Le corps et ses représentations (codir. avec G. Lhuillier), Litec 2001, coll. théories et droit, CREDIMI
- Valeurs de la démocratie : huit notions fondamentales, Dalloz, coll. « Méthodes du droit », 2005, 183 p. [présentation en ligne]
- Au cœur des combats juridiques : pensées et témoignages de juristes engagés, dir., Dalloz, 2007, 509 p.
- Les Grands arrêts du droit du travail, en collaboration avec MM. Jean Pélissier, Antoine Jeammaud et Antoine Lyon-Caen, 4e éd., Dalloz, juin 2008
- Droit du travail, 1re, 2e, 3e et 4e éd., Collection Hypercours, Dalloz, septembre 2009.  (ISBN 978-2-247-08431-9)
- Droit du travail, éd. annuelle depuis 2013, Dalloz, coll. « Précis », avec J. Pélissier, puis G. Auzero et D. Baugard.
- Le code du travail en sursis ? avec J. Dirringer, G. Etiévant, M. Mangenot et P. Le Moal, Syllepse, 2015
- Proposition de code du travail, dir., GR-PACT, Dalloz, 2017.
- Voyage en misarchie : essai pour tout reconstruire, mars 2017, Éditions du Détour [présentation en ligne]
- Le projet Myrddinn, éd. du Détour, oct. 2021 [présentation en ligne].

Publications disponibles sur le Web
- « Le juge et les politiques de l'emploi », dans Droit social (2007), p. 911-916
- « La décodification du droit du travail », dans Droit social (2007), p. 388-392
- « Le stroboscope législatif », Droit social (2005), p. 35-38 :
- « Le pouvoir patronal au-dessus des lois ? », Droit ouvrier (2005) 1-5 :
- « Le pouvoir dans les rapports de travail : essor juridique d'une nuisance économique », in Droit social, 2004, p. 620-628
- « Au cœur des combats juridiques - Pensées et témoignages de juristes engagés » (dir.)
- « Sens et contresens dans la jurisprudence relative aux droits de l'homme dans l'entreprise », in Droit économique et droits de l'homme, Laurence Boy, Jean-Baptiste Racine, Fabrice Siiriainen (éd.), 2009, p. 245-255